# Гераклиды (Еврипид)
«Геракли́ды» (др.-греч. Ἡρακλεῖδαι) — трагедия древнегреческого драматурга Еврипида, датируемая 430 годом до н. э. Основана на мифе о детях Геракла. В антиковедении существует мнение, что сохранившийся текст — не оригинал, а переделка эллинистической эпохи.

## Сюжет
В основу сюжета пьесы лёг миф о сыновьях Геракла, которые после смерти героя подвергались преследованиям со стороны царя Тиринфа Еврисфея, но разбили его в бою. Еврипид использовал аттический вариант мифа: в его трагедии Гераклиды находят убежище в районе Марафона (в Четырёхградье) и побеждают врага благодаря помощи афинян. Вопреки мифу Еврисфей здесь не погибает на поле боя, а попадает в плен и принимает жестокую смерть от матери Геракла Алкмены, причем хор, состоящий из граждан Аттики, осуждает убийцу. В этом эпизоде заметна неприязнь драматурга к спартанцам, которые считались потомками Геракла.
Остаётся неясным, обрабатывалась ли эта тема драматургами до Еврипида. Трагедия «Гераклиды» есть у Эсхила, но все сохранившиеся фрагменты относятся к биографии Геракла.

## История текста
Точная дата написания «Гераклидов» неизвестна, но в датировке помогают две сцены пьесы. В одной из них Еврисфей заявляет, что после смерти будет защищать Четырёхградье от вторжений врага; это обещание было актуально между летом 431 года до н. э., когда спартанцы во время Пелопоннесской войны вторглись в Аттику, но не стали в память о своих предках Гераклидах грабить окрестности Марафона, и летом 430 года до н. э., когда они разорили уже всю Аттику. В другой сцене жестоким спартанцам противопоставлены афиняне с их гуманным отношением к пленным, и это не могло быть сказано со сцены после осени 430 года до н. э., когда были убиты спартанские послы, пленённые афинянами во Фракии. Таким образом, единственно возможная дата постановки «Гераклидов» — весна 430 года до н. э.
Многие исследователи полагают, что сохранившийся текст «Гераклидов» — это не оригинальная пьеса, а её сокращённая переделка, созданная в эллинистическую эпоху. Они обосновывают это меньшим размером трагедии по сравнению с другими произведениями Еврипида (1055 стихов против 1466 в «Ипполите» и 1419 в «Медее»), отсутствием в ней рассказа о жертвоприношении дочери Геракла Макарии (он должен был завершить важную сюжетную линию) и наличием у ряда позднеантичных авторов цитат из «Гераклидов», которых нет в сохранившемся тексте. Однако эта гипотеза не является безусловно преобладающей.